# Разъезд Куреный (Орловский район)
Разъезд Куреный — посёлок в Орловском районе Ростовской области.
Входит в состав Луганского сельского поселения.

## География
В посёлке имеется одна улица — Железнодорожный дом.

## Население
| 2010 |
| ---- |
| 1    |